# Witenagemot

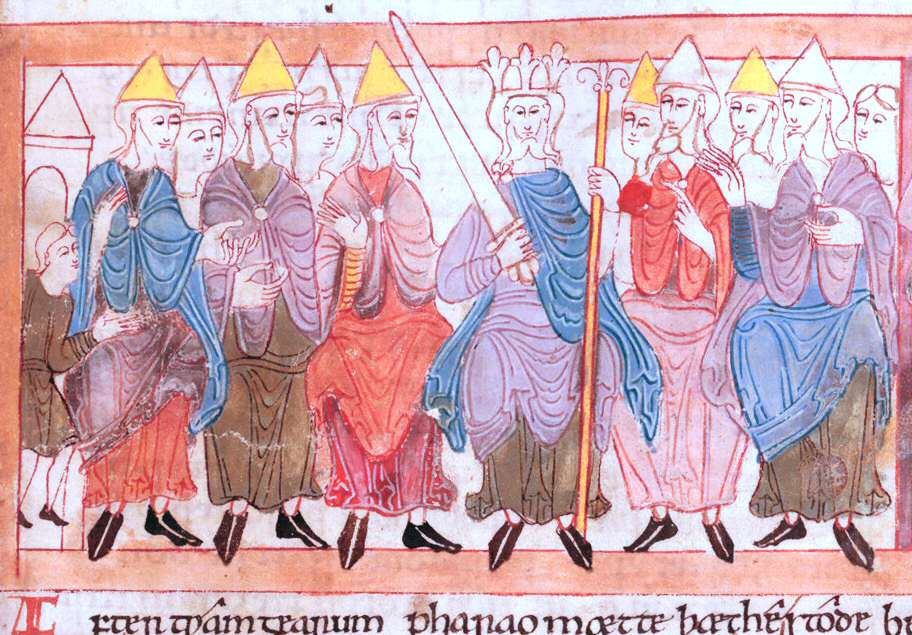
Rei anglo-saxão com sua witan. Cena bíblica no Hexateuco Ilustrado em Inglês Antigo (século XI), que retrata o Faraó em sessão da corte, depois de um julgamento sobre seu padeiro-chefe e chefe dos copeiros

Witenagemot (em inglês antigo witena gemōt IPA: [ˈwitena jeˈmoːt] "reunião de sábios"), também conhecida como witan (derivado apropriadamente dos títulos de seus membros), foi uma instituição política na Inglaterra anglo-saxônica que funcionou de antes do século VII até o século XI. Os witenagemots não representavam a vontade política de toda a Inglaterra: antes da unificação do país no século X, witenagemots separados foram convocados pelos reis de Saxônia Oriental, Câncio, Mércia, Nortúmbria, Saxônia Meridional e Saxônia Ocidental. A Witenagemot era uma reunião da classe dominante, cuja função principal era aconselhar o rei e cuja composição era integrada pelos nobres mais importantes na Inglaterra, tanto eclesiásticos e seculares. Acredita-se que a instituição deveria representar um desenvolvimento aristocrático das antigas assembleias gerais germânicas, ou folkmoots. Na Inglaterra, por volta do século VII, estas antigas folkmoots eram desenvolvidas em convocações das pessoas mais poderosas e importantes da terra, incluindo condes, servos e clérigos seniores, para discutir assuntos tanto de importância local como nacional.

## Terminologia
Os termos witan e witenagemot estão sendo cada vez mais evitados por historiadores modernos, embora poucos iriam tão longe como Geoffrey Hindley, que descreveu witenagemot como uma cunhagem "essencialmente vitoriana". The Blackwell Encyclopaedia of Anglo-Saxon England prefere o termo "Conselho do Rei", mas acrescenta que era conhecida em inglês antigo como a witan. John Maddicott considera a palavra witan suspeita, mesmo que ela seja usada em fontes como a Crônica Anglo-Saxônica:
No entanto, a palavra carrega com ela, injustificadamente, um ar grosseiro de erudição deteriorado, e, além disso, seus muitos usos parecem antecipar a resposta para uma questão importante: temos aqui uma instituição, uma maiúscula 'witan', por assim dizer, ou apenas uma minúscula reunião para esta finalidade dos sábios que eram conselheiros do rei.
Por estas razões, em seu estudo sobre as origens do parlamento inglês, geralmente prefere a palavra neutra 'assembleia'. Descreveu 'witena gemot' como uma palavra de uso raro no século XI, com apenas nove exemplos da pré-conquista, principalmente na crise de 1051 e 1052. Patrick Wormald também é cético, descrevendo 'witena-gemot' como "uma palavra sempre rara e não atestada antes de 1035".

## Origem
Geralmente é aceito que a witenagemot inglesa teve suas origens em assembleias germânicas antigas convocadas para testemunhar concessões reais de terra. No entanto, independentemente do seu estatuto nos séculos IV e V, a natureza dessas assembleias na Inglaterra tornou-se irrevogavelmente alterada quando o cristianismo foi introduzido por volta de 600. A partir daqui a igreja e o estado estavam "indissociáveis" e isso refletiu-se no elemento eclesiástico forte no número de membros da witan, assim como suas preocupações; registro das decisões pela witan abrangiam jurisdições eclesiásticas e seculares.